# Слобідка (Одеса)
Слобідка — історичний район міста Одеси малоповерхової забудови, колишнє передмістя, відділене від центру вулицею Балківською і залізницею.

## Історія
Слобідка — історичний мікрорайон в Одесі, територіально входить до складу Пересипського району. Серед решти житлових масивів Одеси Слобідка вирізняється розкиданістю і неоднорідністю забудови. Разом із навколишніми селищами і житловими масивами вона утворює цілу систему з населенням понад 40 тис. мешканців. З них у Старій Слобідці, розташованої на схід від вулиці Віталія Нестеренка, проживає 10 тис. чоловік, трохи менше (9 тис. осіб) — у районі висотної забудови вздовж вулиці Балківської, який з'явився в 1970-х роках. Між корпусами лікарні і вулицею Хуторською розташована Нова Слобідка, а за нею йде Крива Балка. Хоча ці райони відомі з кінця XIX сторіччя, більша частина будинків була побудована тут в 1950-1960-х роках. Цей масив приватного сектора, другий за площею в Одесі, налічує 18 тис. жителів. Ще 5 тис. одеситів мешкають у районі вулиць Грушевського і Ядова.
Селище Слобідка-Романівка виникло вже в 1820-х роках і, на відміну від Молдаванки, його забудова регламентувалася планом. Новоселам, які приїжджали для роботи в порту, давали невеличкі, по 2-3 сотки ділянки. Тому квартали на Слобідці, як правило, завширшки не перевищують 50 метрів. Головною причиною, через яку нові одесити селилися так далеко від міста, була вода — на місці нинішньої вулиці Балківської протікала річка під назвою Водна балка. Вона мала мальовничий вигляд і, деякий час навіть була місцем розташування вілл аристократів. Зокрема, на території Дюківського парку була дача Рішельє.
Поступово з приїздом до Одеси нових жителів, у місті почали виникати національні анклави, де значну частину населення складали представники певної групи. Так, євреї переважно оселялися на Молдаванці, а ті, які були більш заможними, — у центрі, між вулицями Пушкінською і Маразліївською; німці віддавали перевагу району Кірхи, поляки — хуторам поблизу Дальніх Млинів. Слобідка від початку була переважно українським районом. Згідно з даними перепису 1897 року тут мешкало 12 тисяч чоловік, — не набагато більше, ніж сьогодні.
Це передмістя ніколи не було таким бідним і кримінальним, як Молдаванка, але й тут вистачало проблем: дороги без твердого покриття, відсутність освітлення та водогону на більшості вулиць, брак житла. Ці проблеми, так би мовити, компенсувалися великою кількістю зелених насаджень, які «переховувалися» за високими парканами охайних будиночків з низькими вікнами.
Однак вигляд Нової Слобідки був не таким, він поступово складався з безлічі хуторів і маєтків, а також Кривої Балки, в ярах якої оселялися здебільшого волоцюги і дрібні шахраї. Тим часом, 1913 року саме в Кривій Балці виникло невелике котеджне селище «Згода». Завдяки прокладенню лінії трамвая почався відтік міського середнього класу на околиці, де можна було дозволити собі окремий будинок, та й повітря було чистіше.
Наприкінці XIX сторіччя за Слобідкою почали будівництво величезного комплексу лікарень. Перспектива бурхливого розвитку Одеси вже тоді була очевидною, тому міська влада відвела під забудову ділянку 1500 × 400 метрів. Насамперед, 1892 року на Слобідку перевели психіатричну лікарню, яка раніше розташовувалася на вул. Херсонській (нині — Пастера). Відтоді назва селища стало прозивним. Про людей дивної поведінки або буйного темпераменту казали, що за ними «Слобідка-Романівка плаче».
Неподалік від «психіатрії» в 1900—1902 роках з'явилися корпуси Нової міської лікарні (архітектор — Владислав Домбровський), що стала найбільшою в місті. За радянських часів вона отримала статус обласної та зберігала його аж до 1980 року, коли було збудовано корпуси лікарні на вулиці Академіка Заболотного. Комплекс лікарень закінчується Слобідським кладовищем, що дало сусідній вулиці назву «Цвинтарна».
1854 року тут з'явилася невелика церква Різдва Богородиці. Пізніше, 1898 року, завдяки зусиллям панотця Максима Гордієнка, почалося будівництво великого храму Вознесіння і парафіяльної школи. Для цього будівництва парафіяни пожертвували 40 тисяч рублів і найбільший майдан селища. У 1930-х роках храм перепрофілювали під господарські потреби, а по війні тут відкрили дитсадок, який працює дотепер. 1990 року одна з його кімнат була відведена під капличку.
У період з 1925 по 1940 рік тут було вимощено або реконструйовано десятки кілометрів доріг, розширилася мережа водогону, були побудовані школи, клуби та дитячі садки.
У рамках програми доступного котеджного будівництва, розгорнутої по війні, на південь від Слобідки з'явилися робочі селища заводу ім. Дзержинського (поблизу залізниці) і Нафтовиків (на виїзді з міста). Здебільшого це були 2-поверхові будинки, на 8 квартир. Витягнуті 16-24-квартирні корпуси характерні для невеликого селища Заводу ім. Жовтневої революції, побудованого 1948 року вздовж вулиці Братів Ачканових (нині — вулиця Михайла Грушевського).
Нову віху в історії Слобідки відкрив Генеральний план 1966 року, який передбачав не тільки нове будівництво, а й знесення значної частини району. Такі ж принципи були закладені в Генплан 1989 року. Урамках цієї стратегії 1973 року почалася форсована реконструкція вулиці Балківської, яка мала органічно зв'язати нові райони, — Черемушки і селище Котовського в обхід центральної частини міста. Водойму поблизу автовокзалу завели в труби, а зверху зробили насип, якім і пройшла дорога.
Перші 9-поверхівки на вулиці Балківській з'явилися 1975 року. Дещо пізніше почалося висотне будівництво і на вулиці Сергія Ядова, неподалік селища «Нафтовик». У роки останнього будівельного буму цей район знову був затребуваний завдяки вигідному розташуванню на перетині доріг, що зв'язують великі житлові масиви з історичним центром.

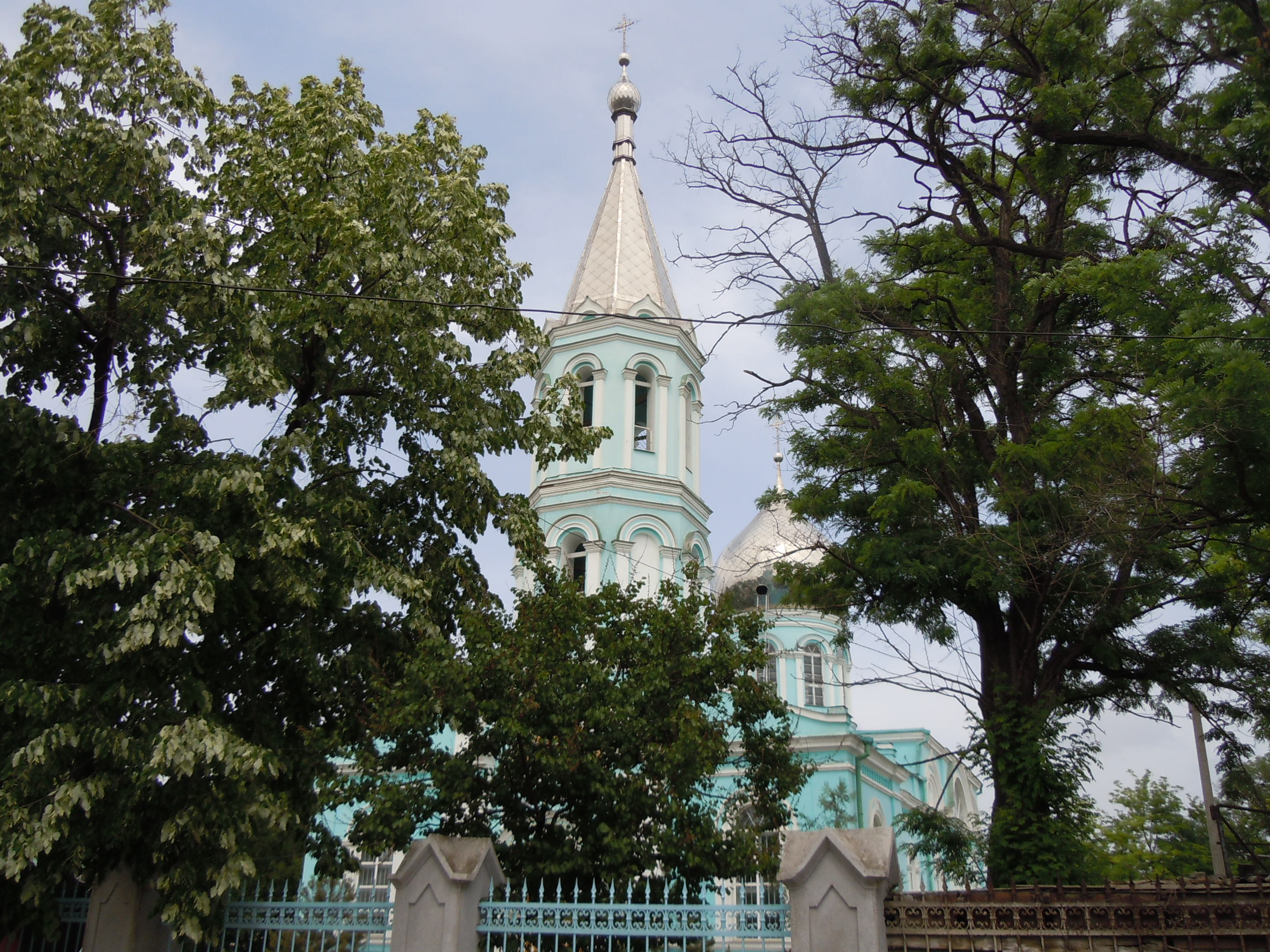
Церква Різдва Богородиці на Слобідці

## Найбільші підприємства і заклади
- Слобідський ринок (народна назва «Базарчик») (Праведників Світу / площа Молоді)

- Обласна дитяча клінічна лікарня (вул. Віталія Нестеренка, 3)

]]* Міська лікарня № 11 (вул. Віталія Нестеренка, 5)
- Хлібозавод № 3, нині ТОВ «Агроком» (вул. Віталія Нестеренка, 7)

- Комунальний заклад «Одеський обласний медичний центр психічного здоров'я» (колишня Одеська обласна психіатрична лікарня № 1) (вул. Віталія Нестеренка, 9)[3][4]

- Одеський обласний онкологічний диспансер (вул. Нежданової, 32)

- Будинок побуту (вул. Праведників Світу, 40) (зараз використовується як офісний центр)

- Міська дитяча поліклініка № 1 (вул. Праведників Світу, 36)

- Дитяча музична школа № 4 (вул. Праведників Світу, 65)

- Кінотеатр «Сучасник» (не працює; приміщення здаються в оренду) (вул. Віталія Нестеренка, 26)

- Гуртожитки та спортивно-тренувальна база Одеського морехідного училища, комплекс відомий під назвою «Екіпаж» (вул. Маловського, 10)

- Текстильна фабрика (нині ТОВ «Одетекс», частина будівель здається в оренду) (вул. Праведників Світу, 1)

- Шкіряний завод (виробництво закрито 2007 року через пожежу, нині в процесі ліквідації, будівлі та приміщення здаються в оренду) (вул. Слобідська, 56)

- Трамвайне депо № 2 «Жовтневе» (нині ліквідоване) (пров. 1-й Польовий, 1)

- Станція юних техніків (ліквідована 1996 року, частина приміщення реконструйована під храм) (вул. Віталія Нестеренка, 36)

## Школи

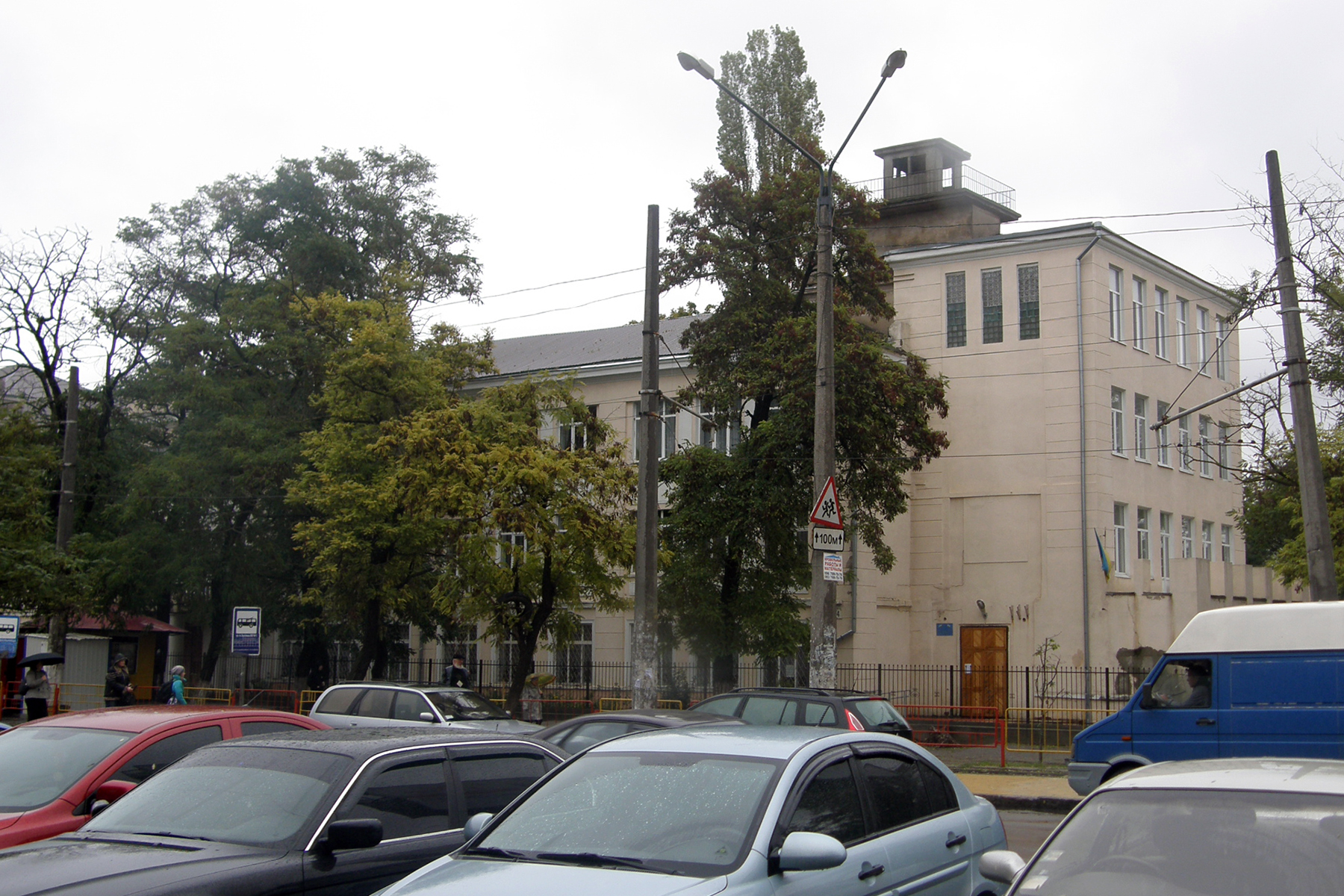
школа № 76, 1937 р., типовий проєкт № 103

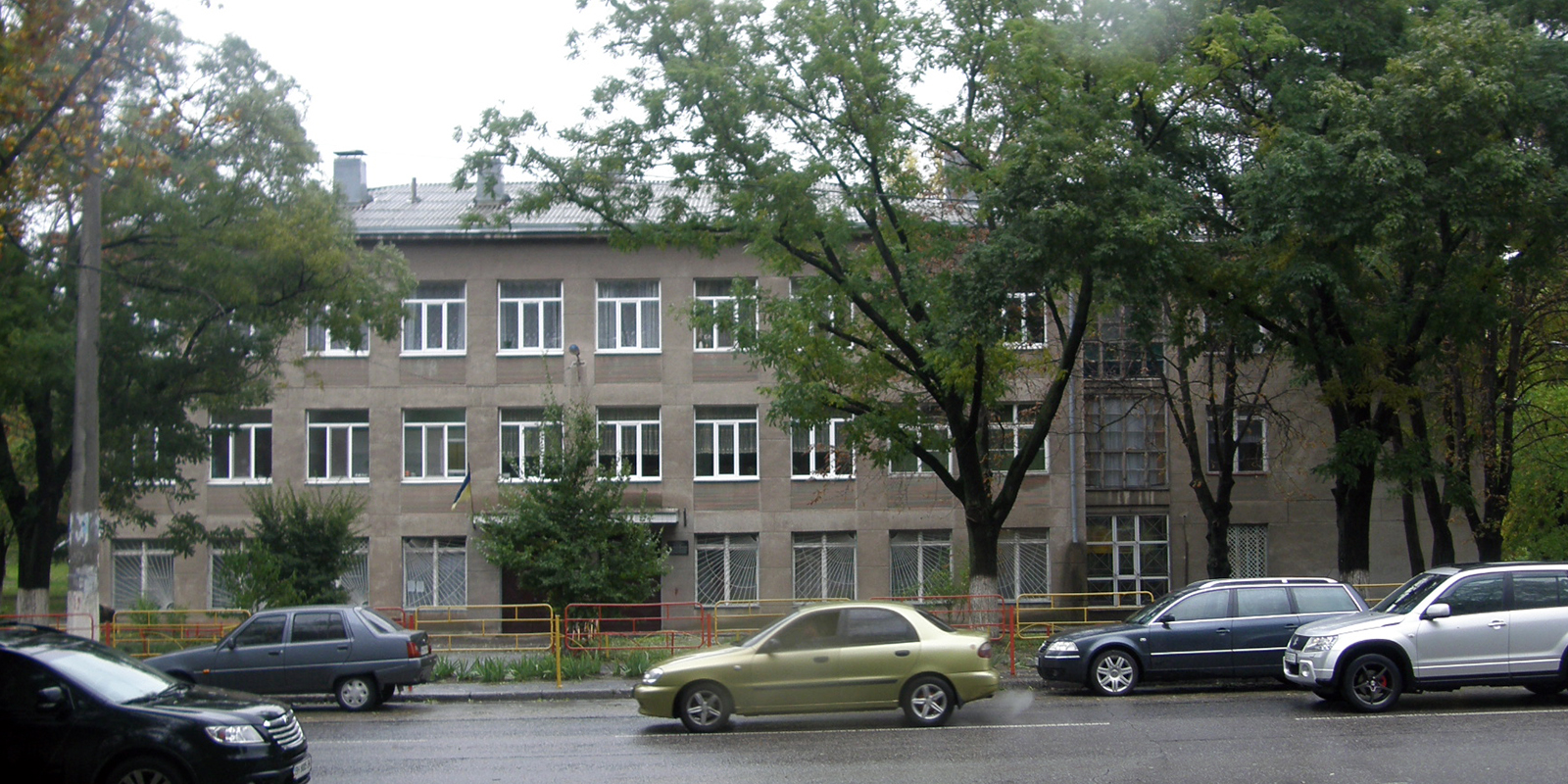
школа № 61, 1964 р., типовий проєкт 2-02-73/8

- Одеська загальноосвітня школа № 11 I—III ступенів (вул. Віталія Нестеренка, 6)
- Одеська загальноосвітня школа № 61 I—III ступенів (вул. Віталія Нестеренка, 20)
- Одеська загальноосвітня школа № 76 I—III ступенів (вул. Віталія Нестеренка, 24)
- Одеська спеціалізована школа № 111 (пл. Молоді, 17б)
- Одеська середня школа № 5 (вул. Балківська, 42; біля трамвайної зупинки «Стахановський провулок»)

## Залізничний
Платформа «Слобідська» для приміських поїздів колосовського напрямку. Розташована на початку вулиці Праведників Світу (істор. Міська) за територією текстильної фабрики.

## Історія
За попереднім планом лінія після вулиці Маловського (істор. Студентська) мала закінчуватися кільцем біля дитячої лікарні. На місці планованої кінцевої зупинки було побудовано трамвайне депо, а замість кінцевої було побудовано одноколійний кільце вуличками району. Трамвайні рейки було прокладено по правій (парній) стороні вулиці Маловського. Трамвайний маршрут з назвою «Лінія Слобідка-Романівка» пізніше отримав номер 15 і відтоді майже не змінювався. Пізніше була побудована лінія по вулиці Вапняній, був відкритий маршрут 31 Слобідка — Херсонський сквер — вулиця Приморська — Митна площа. Пізніше лінія по вулиці Вапняній демонтована, вулиця вимощена бетонними плитами, і Слобідку обслуговував тільки маршрут 15. Після переходу на широку колію рейки на вулиці Маловського були укладені вздовж лівої (непарної) сторони вулиці. Під час реконструкції вулиці Балківської та ліквідації останньої лінії вузької колії (1972—1976) на Слобідку деякий час ходив маршрут 30 А. На початку 2000-х років по трасі маршруту 30 А був відкритий маршрут 22, який у літній час подовжували до Лузанівки. Скасований 2005 року. З 2010 року по трасі маршруту 30 А на Слобідку був продовжений маршрут 12. 2012 року депо № 2 ліквідовано, його територію використовують як вагоноремонтні майстерні. 2014 року трамвайне депо № 2 було відновлено.

## Сучасний стан
Обслуговується маршрутами 12 і 15. Двоколійна лінія по вулиці Маловського. Однобічне кільце вулицями району: вул. Рачкова — вул. Віталія Нестеренка — вул. Слобідська — вул. Салтикова-Щедріна — площа Молоді — вул. Училищна — вул. Нерубайська і далі по вул. Маловського. Службові одноколійні однобічні лінії по Першому Польовому провулку (в'їзд у депо) і вулиці Парковій (виїзд з депо). Частково демонтована друга лінія рейок по вулицях Рачкова і Першому Польовому провулку.